# Chris Dolman
Christiaan "Chris" Dolman (Amsterdam, 17 de fevereiro de 1945) é um artista marcial e lutador profissional aposentado neerlandês. Ele ganhou uma medalha de prata no Campeonato Europeu de Judô e uma de ouro no campeonato mundial de Sambo, sendo o primeiro não russo campeão mundial de sambo, além de ter conquistado mais de 40 campeonatos nacionais e 10 internacionais. Ele é conhecido por sua carreira no Fighting Network Rings e por seu papel no treinamento de vários lutadores de MMA e kickboxers holandeses, entre eles Bas Rutten, Alistair Overeem, Valentijn Overeem, Gilbert Yvel e Gegard Mousasi.
Ele alega ter desafiado a família Gracie várias vezes durante sua passagem pelo Fighting Network Rings, mas eles nunca responderam às suas cartas.

## Conquistas
- Freestyle Wrestling greco-romana
  - Campeonato Benelux de 1966
  - Campeonato Benelux de 1967
  - Campeonato Benelux de 1968
  - Campeonato Benelux de 1969
- Judo
  - Medalha de prata na classe de 93 kg no Campeonato Europeu de Judô de 1974
  - Campeonato Europeu Juvenil de Judô de 1966
  - Campeonato Juvenil de Judo da Holanda de 1965
  - Oito vezes campeonato holandês de judô
- Wrestling profissional
  - Fighting Network Rings
  - Torneio Mega Battle (1992)
- Sambo
  - Medalha de ouro no Campeonato Mundial de Sambo de 1969
  - Medalha de ouro no Campeonato Mundial de Sambo de 1985
  - Campeonato Mundial de Sambo de 1985, medalhista de ouro na classe 100 kg nos Jogos Mundiais
  - Campeonato Nacional de Sambo da AAU (1978)